# MTV Europe Music Awards 2003
Gli MTV Europe Music Awards 2003 sono stati trasmessi da Edimburgo, Regno Unito il 6 novembre 2003 in diretta dall'Ocean Terminal e simultaneamente dai Princes Street Gardens. È stata la 10 edizione della omonima premiazione e fu condotta dalla cantante Christina Aguilera.

## Vincitori
I vincitori sono indicati in grassetto.

### Miglior gruppo
- Coldplay
- Evanescence
- Metallica
- Radiohead
- The White Stripes

### Miglior canzone
- Christina Aguilera — "Beautiful"
- Beyoncé (featuring Jay-Z) — "Crazy In Love"
- Evanescence (featuring Paul McCoy) — "Bring Me to Life"
- Sean Paul — "Get Busy"
- Justin Timberlake — "Cry Me a River"

### Miglior artista femminile
- Christina Aguilera
- Beyoncé
- Madonna
- Kylie Minogue
- Pink

### Miglior artista maschile
- Craig David
- Eminem
- Sean Paul
- Justin Timberlake
- Robbie Williams

### Miglior sito-web di un artista
- Goldfrapp (www.goldfrapp.co.uk)
- Junior Senior (www.juniorsenior.com)
- Madonna (http://www.madonna.com)
- Marilyn Manson (www.marilynmanson.com)
- Queens of the Stone Age (www.qotsa.com)

### Miglior artista hip-hop
- 50 Cent
- Missy Elliott
- Eminem
- Jay-Z
- Nelly

### Miglior rivelazione
- 50 Cent
- Evanescence
- Good Charlotte
- Sean Paul
- Justin Timberlake

### Miglior artista R&B
- Ashanti
- Beyoncé
- Mary J. Blige
- Craig David
- Jennifer Lopez

### Miglior album
- 50 Cent — Get Rich Or Die Tryin'
- Christina Aguilera — Stripped
- Justin Timberlake — Justified
- The White Stripes — Elephant
- Robbie Williams — Escapology

### Miglior artista rock
- Good Charlotte
- Linkin Park
- Metallica
- Red Hot Chili Peppers
- The White Stripes

### Miglior artista pop
- Christina Aguilera
- Kylie Minogue
- Pink
- Justin Timberlake
- Robbie Williams

### Miglior video
- Missy Elliott — "Work It"
- Queens of the Stone Age — "Go with the Flow"
- Sigur Rós — "Untitled 1"
- U.N.K.L.E. — "Eye for an Eye"
- The White Stripes — "Seven Nation Army"

### Miglior artista UK & Irlanda
- The Coral
- The Darkness
- Funeral for a Friend
- The Libertines
- The Thrills

### Miglior artista nordico
- The Cardigans
- Junior Senior
- Kashmir
- Outlandish
- The Rasmus

### Miglior artista tedesco
- Beef
- BLØF
- Junkie XL
- Kane
- Tiësto

### Miglior artista francese
- Berenice
- Jenifer
- Kyo
- One-T
- Bob Sinclar

### Miglior artista polacco
- Blue Café
- Cool Kids of Death
- Myslovitz
- Peja
- Smolik

### Miglior artista spagnolo
- El Canto del Loco
- Jarabe de Palo
- Las Niñas
- La Oreja de Van Gogh
- Alejandro Sanz

### Miglior artista russo
- Diskoteka Avarija
- Leningrad
- Glukoza
- Splean
- t.A.T.u.

### Miglior artista rumeno
- AB4
- Andra vs. Tiger One
- O-Zone
- Paraziții
- Voltaj

### Miglior artista portoghese
- Blasted Mechanism
- Blind Zero
- David Fonseca
- Fonzie
- Primitive Reason

### Miglior artista italiano
- Carmen Consoli
- Gemelli Diversi
- Negrita
- Tiromancino
- Le Vibrazioni

## Altri Award

### Free Your Mind Award
- Aung San Suu Kyi